# Freedom of Information Act (Stati Uniti d'America)
Il Freedom of Information Act (FOIA), "Legge sulla libertà di informazione", è una legge sulla libertà di informazione, emanata negli Stati Uniti d'America il 4 luglio 1966 durante il mandato del presidente Lyndon B. Johnson.

## Caratteristiche
Il Freedom of Information Act ha aperto a giornalisti e studiosi l'accesso agli archivi della "National Archives and Records Administration", a molti documenti riservati e coperti da segreto di Stato, di carattere storico o di attualità. Il provvedimento è un punto importante che garantisce la trasparenza della pubblica amministrazione nei confronti del cittadino e il diritto di cronaca e la libertà di stampa dei giornalisti.

## Contenuto
La legge impone alle amministrazioni pubbliche una serie di regole per permettere a chiunque di sapere come opera il Governo federale, comprendendo l'accesso totale o parziale a documenti classificati.

### Emendamenti
Nel corso degli anni la legge è stata emendata, adeguandola ai tempi:
- nel 1974 viene approvato il Privacy Act, all'interno di uno schema legislativo che deve conciliare il diritto di cronaca e informazione con quello alla privacy.
- nel 1996 la legge è stata ulteriormente estesa con regole per normare l'accesso ai documenti elettronici, tale emendamento ha preso il nome di Electronic Freedom of Information Act (E-FOIA).